# 안후이 지우팡 FC
안후이 지우팡 FC(중국어: 安徽九方, 병음:Ānhuī Jiǔfāng)는 안후이성 허페이시를 연고로 둔 중국의 축구단이다. 2008 시즌이 끝날 무렵 안후이 지우팡은 중국 을급리그 (중국 축구 3부 리그)에서 중국 갑급리그 (중국 축구 2부 리그)로 승격되었다.
2011년 리그 시즌 초반에 선양 중쩌에 합병되었다.